# صاروخ ظفر
صاروخ ظفر: هو صاروخ كروز ذو مدى قصير مضاد للسفن الحربية إيراني الصنع، يتميز بنظام رادار قادر على إصابة الأهداف الصغيرة والمتوسطة بدقة فائقة جداً. ويمتاز الصاروخ أيضاً بإمكانية إطلاقه من مختلف أنواع الزوارق الخفيفة والسريعة، كما يتميز أيضاً بخفة الوزن والقدرة العالية على مواجهة الحرب الإلكترونية، فضلاً عن قدرته التدميرية الهائلة. وأُنتِجَت هذه المنظومة بكفاءة محلية مئة بالمئة على يد الخبراء الإيرانيين. ويحلق صاروخ ظفر بعد إطلاقه على مستوى منخفض ليختفي عن أنظار العدو، وفي المرحلة النهائية وبعد رصده الهدف يقوم بتدميره من على إرتفاع منخفض. وبإمكان منظومة صواريخ ظفر إصابة الأهداف كل 3 ثوانٍ بشكل منفرد ومتعدد. ويتم إطلاق هذه الصواريخ البحرية بخاصية أطلق وأنسى (Fire-and-Forget). وأما مواصفات صاروخ ظفر، فإن مداه الأدنى يبلغ 8 كيلومترات، والحد الأقصى للمدى هو 25 كيلومتراً، والسرعة تبلغ 0.8 ماخ (سرعة الصوت)، اما الوزن فيبلغ 120 كيلوغراماً، والطول 2.6 متر، والقطر 18 سانتيمتراً، ووزن الرأس الحربي 30 كيلوغراماً.

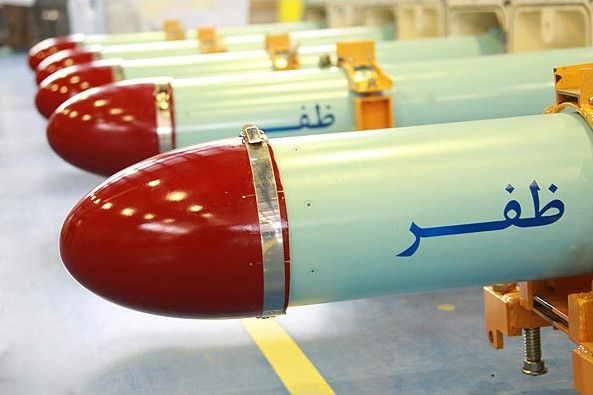
صواريخ ظفر الإيرانية من نوع كروز، والتي تُستخدَم ضد الأهداف البحرية

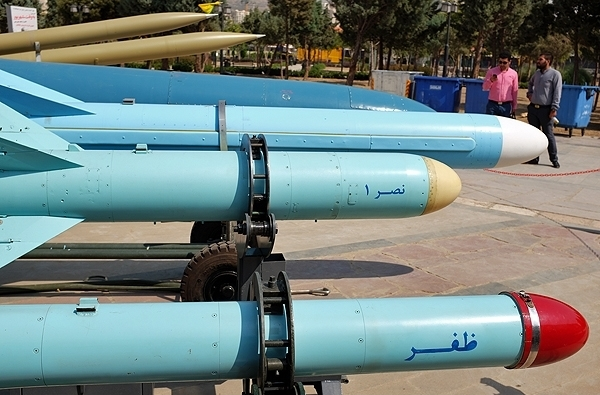
عرض صواريخ ظفر ونصر 1 بالمعرض الخاص بإنجازات بحرية الحرس الثوري الإيراني في بحيرة (چیتگر). هذه الصورة تابعة لوكالة أنباء فارس

## نبذة عن صناعة الصواريخ البحرية الإيرانية
استثمرت جمهورية إيران مبالغ كبيرة في الصناعات العسكرية للقوات المسلحة، لتصميم وإنتاج صواريخ مضادة للسفن بمديات مختلفة لاسيما صواريخ «كروز» التي لديها قابلية الإطلاق من ثلاث فئات، من الطائرات ومنصات الإطلاق الأرضية ومن السفن والغواصات. وقد تسارعت وتيرة تطوير وتوسيع قسماً من المعدات الصاروخية للبلاد في مختلف القطاعات خلال السنوات الماضية، حيث يمكن ملاحظة مضاعفة سرعة هذا التطور بشكل واضح. وفي أحدث الإنجازات العسكرية في هذا الصدد، تم تزويد القوة الجوية الإيرانية بصواريخ كروز «نصر» المضادة للسفن، حيث قامت مؤسسة الصناعات الجوفضائية التابعة لوزارة الدفاع، بتسليم القوة الجوية في الجيش الإيراني، أول مجموعة منتجة من هذه الصواريخ المضادة للسفن والتي تُطلَق جواً. واستثمرت الجمهورية الإسلامية في إيران مبالغ كبيرة لإنتاج صواريخ مضادة للسفن بمديات مختلفة لاسيما في إنتاج أنواع متنوعة من صواريخ كروز التي لها قابلية الإطلاق من ثلاث فئات رئيسية أي منصات عائمة ومن الطائرات والمنصات الأرضية. اما عن مديات هذه الصواريخ فهي تتفاوت من صاروخ لآخر، ولكن هناك إنجازات تحققت فيما يخص مديات هذه الصواريخ في الآونة الأخيرة بحسب مصادر دولية وأخرى إيرانية. حيث أكد مسؤول كبير بالجيش الإيراني يوم 16 تشرين الأول من عام 2018م إن طهران زادت مدى صواريخها الباليستية أرض-بحر إلى 700 كيلومتر ونقلت وكالة فارس للأنباء عن أمير علي حاجي زادة قائد القوات الجوفضائية بالحرس الثوري قوله «نجحنا في صنع صواريخ باليستية أرض-بحر، ليست صواريخ كروز، صواريخ يمكنها قصف أي مركب أو سفينة من على بعد 700 كيلومتر»، وقال حاجي زادة إن الحرس الثوري ركز على زيادة مدى الصواريخ أرض-بحر بعدما سأل الزعيم الأعلى الإيراني آية الله علي خامنئي الجيش قبل نحو عشرة أعوام عن إمكانية (قصف سفن) باستخدام مقذوفات باليستية.

## التصنيع
ان منظومة ظفر البحرية، هي منظومة محلية الصنع مائة بالمائة. حيث تم تصميمها وصناعتها علي يد المتخصصين في مؤسسة الصناعات الجوية الفضائية الإيرانية. ووصف وزير الدفاع الإيراني العميد أحمد وحيدي، ان تصميم وإنتاج منظومة صواريخ كروز البحرية (ظفر) بأنه نجاح آخر للصناعات الجوفضائية لوزارة الدفاع، وسلاحاً جديداً ضاعف من القدرة العملية وإمكانية تحرك ومناورة القوات البحرية الإيرانية بشكل ملحوظ. وأعرب وحيدي عن تقديره للمسؤولين والخبراء بمنظمة الصناعات الجوفضائية في تصميم وإنتاج أنواع الصواريخ التي تحتاجها القوات المسلحة الإيرانية. وتُعتبَر الصواريخ متوسطة المدى من طراز ظفر ونصر وكوثر ونور بمدى 120 كيلومتراً، وصاروخ قادر بمدى 200 كيلومتر وصاروخ قدير بمدى 300 كليومتر من ضمن أنواع الصواريخ البحرية الإيرانية من طراز كروز.

## اختبار الصاروخ
إختبرت القوة البحرية التابعة للحرس الثوري الإيراني بنجاح سنة 2012م الصاروخ المحلي الصنع (ظفر) من طراز كروز المضاد للسفن الحربية. يأتي هذا الإعلان الرسمي عن تجربة الصاروخ الإيراني في أعقاب إنطلاق مناورات عسكرية للقوات البرية التابعة للحرس الثوري الإيراني جنوب شرق جمهورية إيران وتستمر لمدة ثلاثة أيام. وقد نجحت المنظومة الصاروخية كروز التي تمركزت على الزوارق السريعة في المنطقة الثالثة للقوات البحرية التابعة للحرس الثوري الإيراني من تحديد وإصابة الهدف بدقة. ويشار إلى ان جمهورية إيران، وخاصةً الحرس الثوري، قد كثفت مؤخراً التدريبات العسكرية وسط تزايد التوترات الدولية بسبب برنامجها النووي الذي تشتبه الدول الغربية أنه سِتار لتصنيع سلاح نووي فيما نفت طهران ذلك.

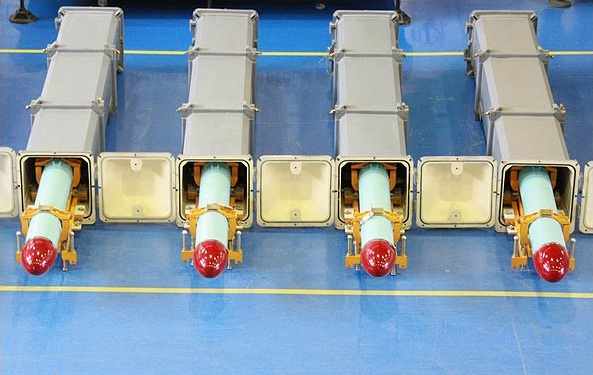
تدشين خط إنتاج صواريخ كروز ظفر البحرية الإيرانية

## عمل الصاروخ
يقلل صاروخ ظفر البحري بعد إطلاقه، من إرتفاعه حتى يصل إلى مرحلة کروز، وذلك للإختباء من العدو. وفي المرحلة النهائية يحدد الهدف ويقوم بتدميره على إرتفاع منخفض. وتعزز صناعة منظومة صواريخ ظفر البحرية من نوع کروز وإنتاجها الواسع من قدرة العمليات والتحرك وسرعة القوات البحرية الإيرانية بشکل ملفت.

## المواصفات
ان صاروخ ظفر قريب جداً من مواصفات صاروخ كوثر 3 البحري الإيراني. حيث له نفس الوزن والبالغ 120 كيلوغرام. ووزن الرأس الحربي يبلغ 30 كيلوغرام وكذلك له نفس المدى والبالغ 25 كيلومتر ونفس السرعة 0.8 ماخ. لكنه يتميز عنه بالتوجيه حيث يعتمد على رادار نشط. كما يختلف عنه بالشكل حيث انه أطول قليلاً والأجنحة أقرب لمؤخرة الصاروخ وليس في المنتصف كما في صاروخ كوثر. يتميز صاروخ كروز ظفر بقدرته على إستهداف وتدمير الأهداف الصغيرة والمتوسطة بدقة عالية. ومن بين مميزات هذا الصاروخ قدرته على التركيب على السفن الخفيفة والسريعة (في نماذج مختلفة). بالإضافة إلى ذلك يتمتع هذا الصاروخ بخفة الوزن والقدرة على مواجهة الحرب الإلكترونية والقدرة التدميرية العالية. يمكن لهذا الصاروخ الإيراني تدمير الأهداف كل 3 ثوانٍ بشكل منفرد ومتعدد.

## إفتتاح خط الإنتاج
تم إفتتاح خط إنتاج صاروخ ظفر البحري الإيراني سنة 2012م. حيث دشَّن وزير الدفاع الإيراني العميد أحمد وحيدي يوم السبت 4/فبراير/2012م خط الإنتاج الوفير لمنظومة صواريخ كروز بحرية من طراز ظفر. وقالت وكالة مهر للأنباء انه تم في اليوم الرابع من عشرة الفجر ذكرى إنتصار الثورة الإسلامية في إيران، إفتتاح خط إنتاج منظومة صواريخ كروز البحرية من طراز «ظفر» في منظمة الصناعات الجوفضائية التابعة لوزارة الدفاع الإيرانية، بحضور وزير الدفاع وإسناد القوات المسلحة العميد أحمد وحيدي وقائد القوة البحرية للحرس الثوري الأميرال علي فدوي.

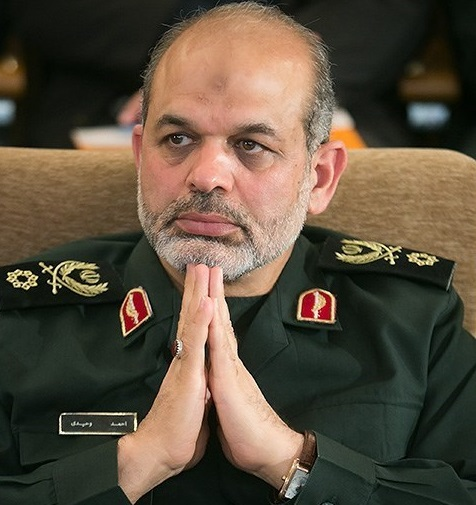
وزير الدفاع الإيراني أحمد وحيدي، والذي إفتتح خط الإنتاج المكثف لمنظومة ظفر البحرية سنة 2012م

## ردود أفعال
إيران:
قال وزير الدفاع الإيراني العميد أحمد وحيدي في مراسم إفتتاح خط الإنتاج: كما أعلنا سابقاً، فإن خط إنتاج صاروخ كروز البحري باسم ظفر قد تم تدشينه اليوم، وصاروخ ظفر، هو صاروخ مضاد للسفن وذات مدى قصير، وتتميز منظومة صواريخ ظفر بوجود نظام رادار قادر على إستهداف الأهداف الصغيرة والمتوسطة بدقة فائقة جداً وتدميرها. وأشار وزير الدفاع الإيراني إلى عدد من مميزات منظومة صواريخ كروز من طراز (ظفر) وهي، إمكانية نصبه على مختلف أنواع القطع البحرية الخفيفة والسريعة، وخفة وزنه، وقدرته العالية على مواجهة الحرب الإلكترونية وقوته التدميرية الكبيرة، مضيفاً: ان هذه المنظومة تم تصميمها وتصنيعها محلياً على يد المتخصصين المهرة بمنظمة الصناعات الجوفضائية. وتابع وحيدي قائلاً: ان صاروخ ظفر وبعد إطلاقه يخفض إرتفاعه ليصل إلى مرحلة صاروخ كروز ويبقى مخفياً عن أنظار العدو، وفي المرحلة النهائية يدمر الهدف المحدد على إرتفاع منخفض. وأشار وزير الدفاع إلى سرعة هذه المنظومة الصاروخية وقابليتها التكتيكية، قائلاً: ان منظومة صواريخ ظفر قادرة على إصابة الأهداف كل 3 ثوانٍ بشكل منفرد ومتعدد. وقدم العميد وحيدي، تبريكاته إلى القائد العام للقوات المسلحة والشعب الإيراني بمناسبة هذا الإنجاز، مضيفاً: ان النجاح الذي شاهدناه اليوم جاء نتيجة التوكل على الله القادر المتعال، وانتصار الثورة الإسلامية، والسعي الدؤوب لأبناء الشعب الإيراني الشريف في منظمة الصناعات الجوفضائية بوزارة الدفاع الإيرانية.

## معرض الصور

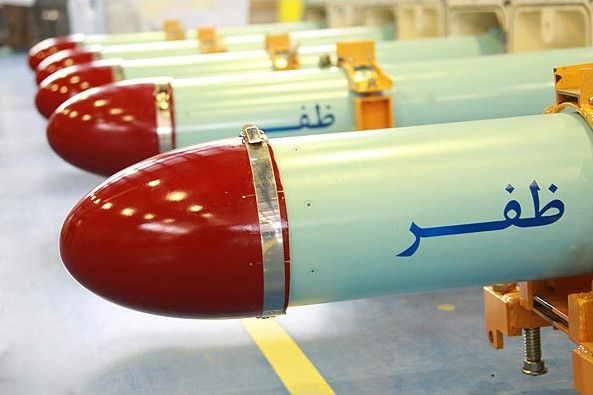
صواريخ ظفر الإيرانية من نوع كروز، والتي تُستخدَم ضد الأهداف البحرية

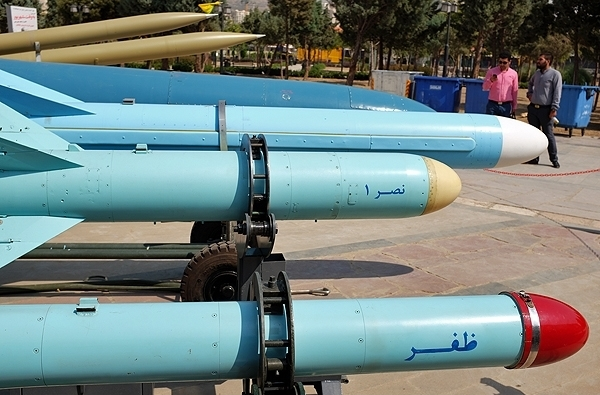
عرض صواريخ ظفر ونصر 1 بالمعرض الخاص بإنجازات بحرية الحرس الثوري الإيراني في بحيرة (چیتگر). هذه الصورة تابعة لوكالة أنباء فارس

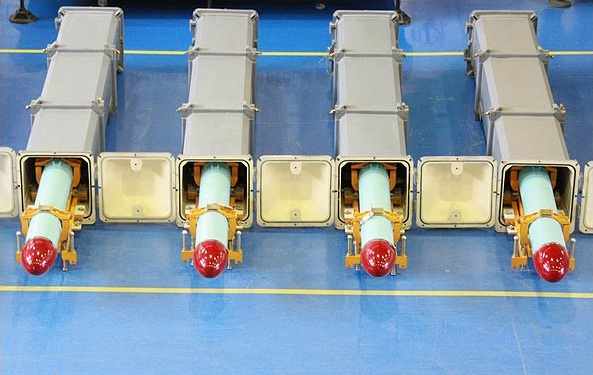
تدشين خط إنتاج صواريخ كروز ظفر البحرية الإيرانية